# Calde
Calde is een plaats (freguesia) in de Portugese gemeente Viseu en telt 1647 inwoners (2001).